# Wormaldia relicta
Wormaldia relicta är en nattsländeart som först beskrevs av Martynov 1935.  Wormaldia relicta ingår i släktet Wormaldia och familjen stengömmenattsländor. Inga underarter finns listade i Catalogue of Life.